# North Main-Bank Streets Historic District

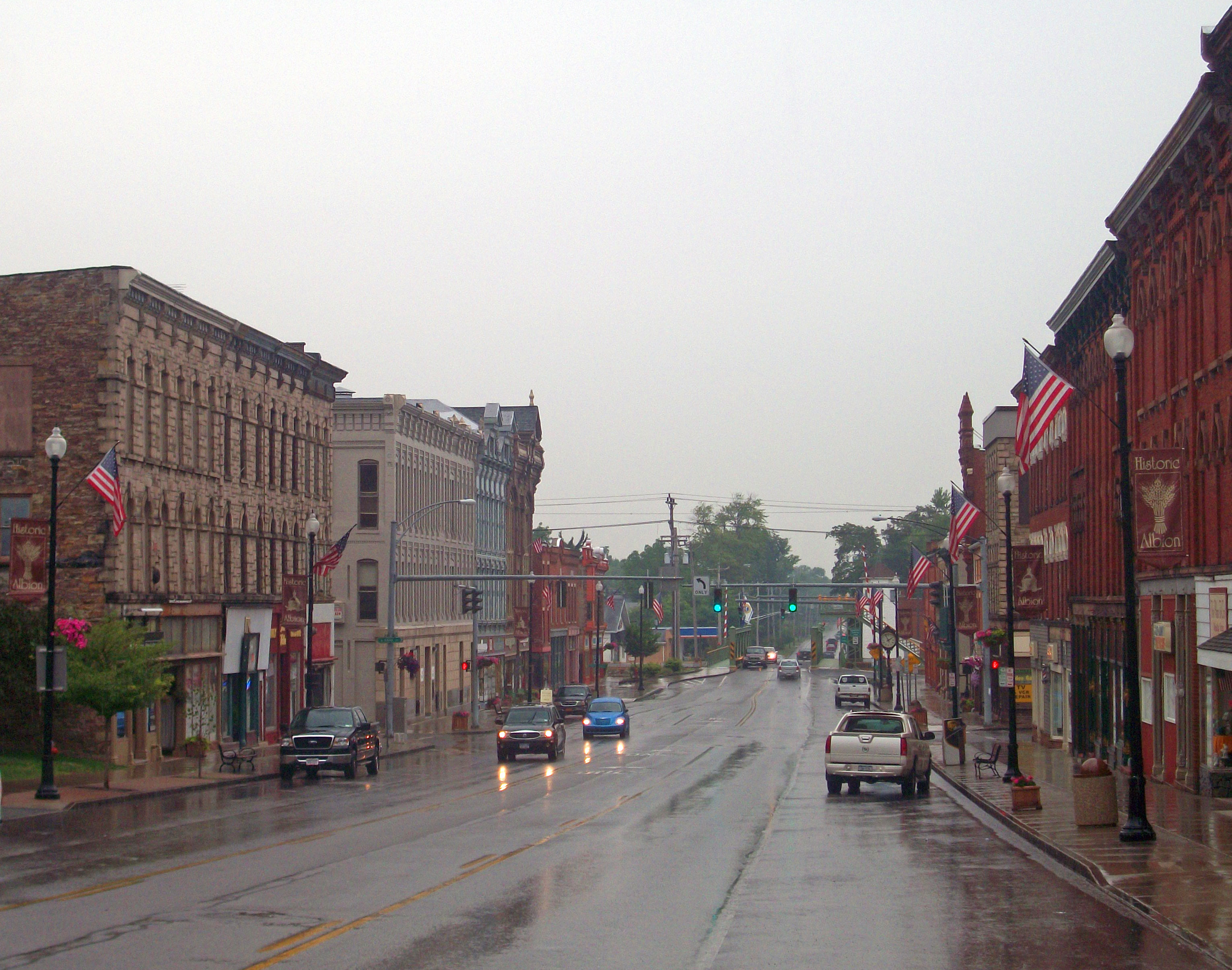
Blick entlang der North Main Street nordwärts, 2010

Der North Main-Bank Streets Historic District ist ein Denkmalschutzbezirk an diesen beiden Straßen im Village of Albion im Orleans County des US-Bundesstaats New York. Es handelt sich dabei um einen der beiden historischen Distrikte in diesem Village und er fasst den gewerblichen Kern der Ortschaft zusammen, der sich hauptsächlich in der Zeit gebildet hat, in der Albion ein wichtiger Umschlagplatz am Eriekanal war. Ein Teil des Kanals – heute der New York State Barge Canal – und zwei seiner Brücken liegen innerhalb des Distriktes.
Die Gebäude innerhalb des Denkmalschutzgebietes stellen eine umfassende Sammlung der verschiedenen Architekturstile in dem Jahrhundert seiner Entstehung dar. Alle Bauten außer einem innerhalb seiner Grenzen gelten als beitragend zu seinem historischen Charakter. Unter ihnen sind ein Opernhaus und das Rathaus der Ortschaft. Dabei handelt es sich um einen der intaktesten Geschäftsviertel im Verlauf des früheren Kanals. Viele der Gebäude wurden aus in Medina gebrochenem Sandstein oder aus Backsteinen erbaut – ein Vermächtnis von drei zerstörerischen Bränden in der Mitte und am Ende des 19. Jahrhunderts, dem die früheren Holzrahmenhäuser zum Opfer gefallen sind. 1994 wurde das Stadtviertel als historischer Distrikt anerkannt und in das National Register of Historic Places aufgenommen.

## Geographie
Der Distrikt ist ein unregelmäßig geschnittenes Gebiet, das sich um die Kreuzung der North Main (New York State Route 98) sowie East und West Bank Street legt. Das Gelände fällt an seinem nördlichen Rand zum Kanal hin ab. An seinem südlichen Ende grenzt der Distrikt an den zweiten historischen Distrikt Albions, den Orleans County Courthouse Historic District. Die Begrenzung verläuft entlang von Parzellengrenzen und Straßen, wobei alle Anwesen an der Ostseite der North Main Street nördlich der Swan Library bis zum Kanal und der Brücke eingeschlossen sind. An der nordwestlichen Ecke gehört die frühere Carriage Factory an der 125 Liberty Street dazu, ebenso ein Straßenblock an der Beaver Alley.
Daran schließt sich die Brücke und ostwärts ein Abschnitt des Kanals an, einschließlich eines Betonpfeilers und des früheren Leinpfades, bis zur Brücke der Ingersoll Street, von wo die Distriktgrenze dem südlichen Ufer des Kanals nach Westen bis zur rückwärtigen Grundstücksgrenze des Burrows Block in 131½ North Main folgt. Dieses Gebäude ist das einzige noch bestehende einer ganzen Häuserreihe, die einst am Kanal stand. Von dort führt die Begrenzung des historischen Bezirks nach Süden und dann ostwärts um einen kommunalen Parkplatz herum, um alle Häuser an der nördlichen Seite der East Bank Street bis zum Rathaus an der Ecke mit der Platt Street einzuschließen. Der Parkplatz dort auf der anderen Straßenseite gehört nicht dazu, die Distriktgrenze folgt jedoch seiner Umrandung im Zickzack durch den Straßenblock und schließt alle Anwesen an der North Main bis zur Hausnummer 35 ein.
Der Distrikt hat eine Fläche von rund sieben Hektar und umfasst 43 Gebäude und drei weitere Bauwerke. Nur ein Gebäude, ein modernes Geschäftshaus in 18 North Main, ist nicht von historisch beitragendem Wert. Der Rest der Gebäude besteht zumeist aus dreistöckigen Geschäftshäusern aus Backstein oder Stein, mit einigen Industriebauten und Wohnhäusern dazwischen. Sie sind in einer Vielfalt von Baustilen des 19. Jahrhunderts errichtet. Dichte und weniger dichte Bebauung mit offenen Flächen, die vor allem für Parkplätze genutzt werden, wechseln sich ab.

## Geschichte
Die Entwicklung des historischen Distriktes kann in drei Perioden eingeteilt werden: die Anfangsjahre, aus denen nur wenige Gebäude erhalten sind, den Wiederaufbau nach den großen Bränden, bei dem die meisten der heute noch bestehenden Bauten entstanden und das 20. Jahrhundert, in dem sich der Fokus auf Erhaltung und Schutz des Baubestandes verschoben hat.

### 1810–1861: Anfangsjahre
Die Besiedlung des Raumes Albion begann in den Jahren nach 1810, nahm jedoch im Laufe des Jahrzehntes an Geschwindigkeit zu, als die Arbeiten für den Bau des Eriekanals aufgenommen wurden. In größerem Stil entwickelte sich der Ort, als 1822 Nehemiah Ingersoll ein großes Stück Land südlich Kanals und östlich der späteren Main Street erwarb. Es wurde rasch umgelegt und an der Main Street entstanden ein Gasthaus und ein Laden. Häuser entstanden entlang der Kanalstrecke und ein Staudamm mit einer Mühle wurden am Sandy Creek gebaut, der ganz in der Nähe den Kanal mit seinem Wasser speiste.
Der Kanalabschnitt von Brockport über Albion nach Lockport wurde 1824 eröffnet. Das Orleans County wurde aus der nördlichen Hälfte des Genesee County geschaffen und der Kanal trug dazu bei, dass Albion zum County Seat bestimmt wurde und nicht das nahegelegene Gaines. Nachdem 1825 der Kanal fertiggestellt wurde, entwickelte sich Albion zu einem florierenden Umschlaghafen für Weizen und Äpfel, die in den Farmen der Umgebung angebaut wurden. Der 1827 aus Backsteinen im neoklassizistischen Stil erbaute Burrows Block in 131½ North Main Street ist das einzige Gebäude, das von der Häuserfront am Kanalufer übrig geblieben ist.
Am gegenüberliegenden Ende des Distrikts hat die Anwesenheit der Countyverwaltung die Entwicklung der Bebauung beeinflusst. Wie in dem anderen historischen Distrikt Albions sind auch hier viele der aus jener Zeit noch existierenden Gebäude Wohnhäuser. Das älteste Haus im Distrikt ist das 1826 im Federal Style erbaute Porter Lee House in 30 North Main. Um 1830 entstanden die beiden ältesten Geschäftshäuser, 105–107 North Main Street und der Goodrich-Proctor-Block in 126 North Main Street, beides sind neoklassizistische Backsteinbauten. Es gab andere Wohn- und Geschäftshäuser, doch diese waren meist Fachwerkhäuser aus Holz und überstanden spätere Brände nicht.
Ende der 1830er Jahre entdeckte ein Steinbruchbetreiber aus Medina, der nächstgelegenen größeren Siedlung weiter westlich am Kanal, ein rötlich-braunes Sedimentgestein und begann dieses als Baumaterial zu verkaufen. Diese sogenannte Medina-Sandstein wurde schließlich in der Umgebung Albions am stärksten gebrochen und über den Kanal in andere Teile New Yorks verschifft, Er kam so auch beim Bau des New York State Capitol in Albany zur Verwendung, ebenso bei vielen sogenannten Brownstone-Häusern in New York City. In Albion wurde dieses Material erstmals verbaut um 1840 bei der Errichtung der Sears Carriage Factory in 125 Liberty Street, einem der wenigen noch bestehenden Industriebauwerken in Kanalnähe.
Mitte des Jahrhunderts ließ der Handel mit Sandsteinen und landwirtschaftlichen Erzeugnissen Albion prosperieren. Der Kanal wurde als regionale Verkehrsader schon bald durch die Rochester, Lockport and Niagara Falls Railroad ergänzt, die schon bald in der New York Central aufging, Zwei ortsansässige Geschäftsleute, Lorenzo Burrows and Williams Swan, bauten zwei große, ornamentierte neoklassizistische Wohnhäuser in 34 bzw. 48 North Main Street. Das noch bestehende Courthouse wurde 1858 und war ein weiterer Eckpunkt für die Entwicklung der Ortschaft.

### 1862–1897: Brände und Wiederaufbau
Wenige Gebäude sind aus der Zeit vor 1862 erhalten. In dem Jahr zerstörte der erste von insgesamt drei großen Bränden in dem historischen Distrikt den größten Teil der Südseite der East Bank Street zwischen Main und Platt Street. Stattdessen entstanden die Wohnblöcke von Bordwell und Harrington, 16–28 East Bank Street und das inzwischen abgerissene Orleans Hotel. Diese neuen Gebäude im Italianate-Stil wurden aus Backstein gebaut und waren für künftige Brände besser gerüstet.
Vier Jahre später brannte 1866 der Straßenblock der North Main Street direkt südlich der Kreuzung mit der West Bank Street ab. Er wurde von den Blott-, Royce- und Empire-Blöcken abgelöst. An dem nördlichen Ende der wiederaufgebauten Zone befand sich der Granite Block, der teilweise aus Medina-Sandstein gebaut war. Sein Design beeinflusste das der kurze Zeit später in der Nachbarschaft erbauten Gebäude, die im selben Stil gestaltet wurden. 1873 baute das Village ein kombiniertes Rathaus mit Feuerwache in 35–37 East Bank Street, in der östlichen Ecke des heutigen Denkmalschutzbezirkes. Seine dekorative Fassade kombinierte Backstein und Medina-Sandstein.
Der letzte Brand 1882 zerstörte den Block der North Main Street zwischen West Bank Street und Beaver Alley. Die hier neu erstandenen Gebäude – darunter das Pratt Opera House – waren einige der auffälligsten des Bezirkes. Sie verwendeten als Baumaterial Backstein und Medina-Sandstein, wobei sich zahlreiche Variationen der späten Viktorianischen Architektur abwechselten: Italianate, Eastlake und Neuromanik. Der höhere Day & Day Block und das Opernhaus durchbrachen die flache Skyline der Häuser auf jener Seite der Main Street. Die Gebäude von Daly und Hanley, die am Nordende dieses Blockes 1897 entstanden, führten diesen Trend fort.
Albion's properity continued into the 20th century. Few new buildings were built as the existing buildings remained in good shape. The International Order of Odd Fellows hall at 10 North Main, the district's south end, was put up in 1907. The Renaissance Revival bank building at 121 North Main was built in 1895 and further renovated in the 1920s. The last major building was the Strick Building at 31 East Bank, a sandstone commercial structure erected in 1923.

### 1898 bis zur Gegenwart: Ausbau, Niedergang und Erhaltung
Um die Jahrhundertwende zum 20. Jahrhundert begann sich die wirtschaftliche Situation in der Umgebung Albions leicht zu verschlechtern. Verbesserungen in der Eisenbahntechnik machte dieses Verkehrsmittel konkurrenzfähiger als die Kanalschifffahrt, wogegen der Bundesstaat durch die Zusammenfassung des Eriekanals mit einigen anderen Kanälen in das System des New York State Barge Canal reagierte. In manchen Gebieten wurde der Kanal völlig neu trassiert, in Albion selbst wurde er lediglich vertieft und verbreitert. Die beiden Hubbrücken im historischen Distrikt wurden in dieser Periode erbaut, die etwa bis 1930 andauerte.
Die Verbesserungen am Kanal wirkten für einige Jahre, doch angesichts des Wettbewerbes mit Portlandzement ging das Interesse am Medina-Sandstein zurück, der sich nur noch als Randstein verkaufen ließ. Ende der 1940er Jahre kam der Sandsteinhandel völlig zum Erliegen, weil die zugänglichen Lagerstätten erschöpft waren. Albion litt auch unter dem weiter südlich in der Nähe von Batavia eröffneten New York State Thruway, der sowohl Kanal als auch Eisenbahn als Gütertransportweg verdrängte.
Viele Geschäfte schlossen, doch die Gebäude, in denen sie siedelten, wurden nicht abgebrochen. Die Widmung des historischen Distrikts um das Courthouse weiter südlich in der Ortschaft gab den Impuls, sich auch im Geschäftsviertel um die Denkmalpflege und den Denkmalschutz zu bemühen. Der historische Distrikt wurde 1986 als geeignet für die Aufnahme in das National Register befunden; allerdings stellte sich heraus, dass die Nordseite der East Bank Street zwischen Platt und Ingersoll Street, die ursprünglich Bestandteil des historischen Distriktes werden sollte, zu viele Veränderungen und moderne Einflüsse erfahren hat, sodass die historische Integrität nicht mehr vorhanden war. Das Village rief eine Denkmalpflegekommission für die Kontrolle der beiden historischen Distrikte ins Leben. Diese ist damit beauftragt, die historischen Bauten zu schützen und ihren historischen Wert zu verbessern sowie Albion attraktiver für Besucher zu machen und so zu Wachstum und weiterer Entwicklung zu sorgen.

## Signifikante Contributing Propertys
Mit Ausnahme des Anwesens 18 North Main Street sind alle Bauten innerhalb der Grenzen des Distriktes beitragend zu dessen historischen Charakter. Keines unter ihnen ist bislang (September 2010) individuell in das National Register eingetragen.
- Burrows Block, 123–131½ North Main Street. Der älteste Abschnitt dieses neoklassizistischen Backsteingebäudes, das in mehreren Bauabschnitten in den 1830er Jahren entstand, ist das einzige erhaltene Geschäftsgebäude am Kanalufer.[1]
- Lorenzo Burrows House, 48 North Main Street. Das aus dem Jahr 1840 stammende Haus ist eines der beiden großen neoklassizistischen Wohnhäuser im Distrikt.[1]
- Citizen's Bank Building, 121 North Main Street. Das einzige Neorenaissance-Gebäude im historischen Distrikt wurde 1895 fertiggestellt und in den 1920er Jahren erneuert.
- Granite Block, 52–60 North Main Street. Dieses im Italianate-Stil gebaute Medina-Sandstein-Haus wurde nach dem Brand von 1866 in einem zufälligen Bruchsteinmuster gemauert. Es beeinflusste mehrere Gebäude in der direkten Umgebung.[1]
- Lee Porter House, 30 North Main Street. Dieses 1826 gebaute Federal-Style-Haus, das später im Italianate-Stil angehaucht wurde, ist das älteste im historischen Distrikt.[1]
- Pratt Opera House, 120 North Main Street. Das dreistöckige neoromanische Gebäude mit dem Kreuzgiebel wurde 1882 erbaut und beinhaltet ein funktionsfähiges Theater.[1]
- Sears Carriage Factory, 125 Liberty Street. Das kleine Nutzgebäude aus Backstein aus dem Jahr 1840, das nachher zweimal erweitert wurde, ist eines der wenigen Industriebauwerke in der Nähe des südlichen Kanalufers.[1]
- W.G. Swan House, 34 North Main Street. Dieses Wohnhaus ist das andere der beiden großen Backsteinhäuser im neoklassizistischen Stil, die in den 1840er Jahren von ortsansässigen Geschäftsleuten gebaut wurden.
- Village Hall and Firehouse, 35–37 East Bank Street. Das aus dem Jahr 1873 gebaute Bauwerk dient auch in der Gegenwart als Rathaus und als Feuerwache.[1]

## Belege
1. 1 2 3 4 5 6 7 8 9 10 11 12 13 14 15 16 17  Nancy L. Todd: National Register of Historic Places Registration: North Main-Bank Streets Historic District. New York State Office of Parks, Recreation and Historic Preservation, September 1994, abgerufen am 17. September 2010 (englisch). Siehe auch: Accompanying eleven photos. Abgerufen am 17. September 2010.
2. ↑  Historic Preservation Commission. Village of Albion, 2010, abgerufen am 17. September 2010 (englisch).